# Кампо Санти-Джованни-э-Паоло
Ка́мпо Са́нти-Джова́нни-э-Па́оло (итал. Campo dei Santi Giovanni e Paolo — площадь Святых Иоанна и Павла) или Сан-Занипо́ло — одна из самых больших площадей (кампо) в Венеции, находится в районе Кастелло.
Кампо Санти-Джованни-э-Паоло — одна из первых мощёных площадей Венеции. Она получила своё название благодаря собору, находящемуся на ней и посвященному раннехристианским мученикам Иоанну и Павлу.
Кампо имеет форму буквы Г. В центре площади установлен конный памятник кондотьеру Бартоломео Коллеони, спасшему Венецианскую республику от посягательства врагов. Согласно завещанию Коллеони, его памятник должен был быть возведён на площади Сан-Марко в сердце Венеции. Однако власти не допустили этого, и бронзовая статуя была установлена напротив главной церкви доминиканцев в Венеции. Автором памятника является Андреа дель Верроккьо, учитель Леонардо да Винчи.
Русский путешественник XVII века отмечал, что «есть одна площадь при монастыре святых апостол Иоанна и Павла изрядныя и на той площади столп каменной, четвероуголной, изрядной работы, не добре высокой, на котором поставлено подобие человека на лошади, зделано из меди предивною работою во образ некотораго древних лет генерала, имеющаго добрую славу в войне».
Северная часть площади вызывает самый большой интерес: тут расположена скуола Сан-Марко и собор Санти-Джованни-э-Паоло (Сан-Заниполо на венецианском диалекте). Белоснежный фасад скуолы в стиле раннего венецианского Возрождения контрастирует с готическим фасадом собора из красного кирпича. Последний был отреставрирован в конце XIX века и лишен некоторых пристроек.
В восточной части площади находится здание монастыря доминиканцев. Южная сторона занята обычными зданиями, среди которых можно выделить палацетто Дандоло, а западная выходит на канал Мендиканди, через который перекинулся мост Кавалло, в который утыкается улица Calle larga Giacinto Gallina.
Каждый год кампо становится отправной точкой для регаты имени святых Иоанна и Павла и местом награждения победителей в ней.

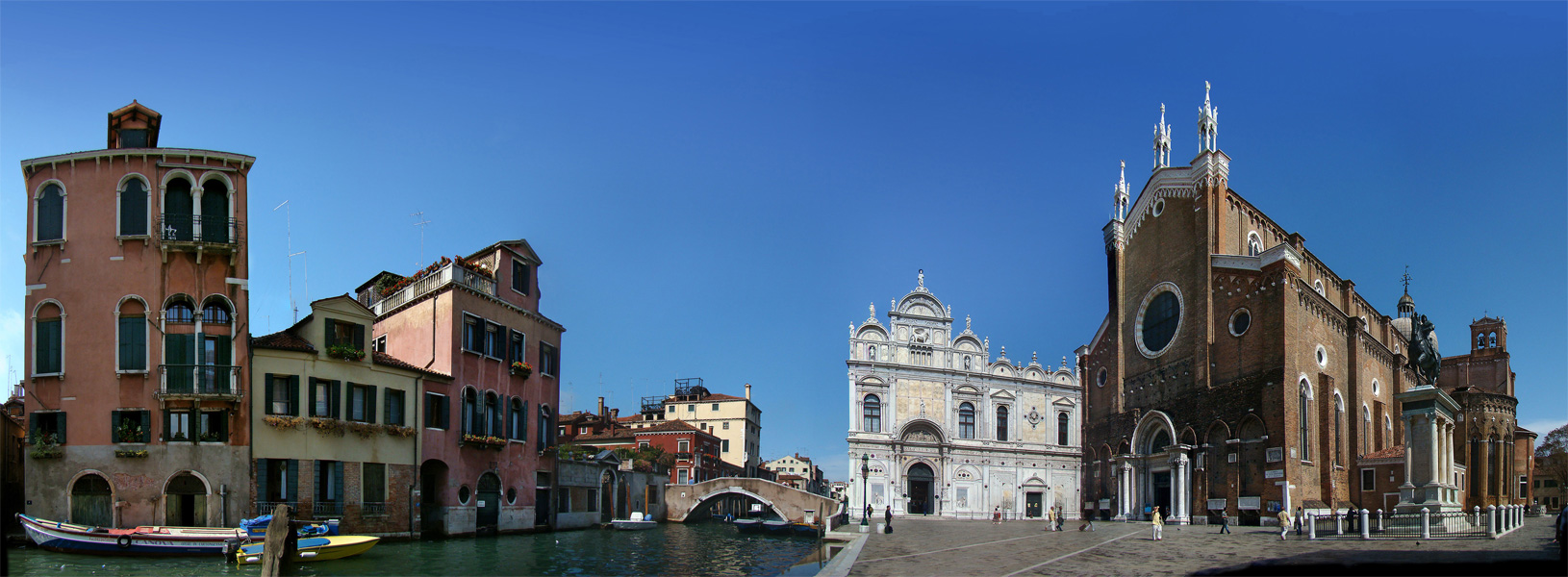
Панорамное фото